# Liste des ministres flamands de la Santé
Voici la liste des ministres de la Santé de la Flandre depuis la création de la fonction en 1981.

## Liste
| n° | Nom                               | Début du mandat  | Fin du mandat    | Parti ou mouvance | Gouvernement       |
| -- | --------------------------------- | ---------------- | ---------------- | ----------------- | ------------------ |
| 1  | Roger De Wulf (1929-2016)         | 22 décembre 1981 | 10 décembre 1985 | SP                | Geens I            |
| 2  | Jan Lenssens (1935-2006)          | 10 décembre 1985 | 24 octobre 1988  | CVP               | Geens II           |
| 2  | Jan Lenssens (1935-2006)          | 10 décembre 1985 | 24 octobre 1988  | CVP               | Geens III          |
| 3  | Hugo Weckx (1935-)                | 24 octobre 1988  | 21 janvier 1992  | CVP               | Geens IV           |
| 4  | Leona Detiège (1942-)             | 21 janvier 1992  | 5 février 1992   | SP                | Van den Brande I   |
| 5  | Wivina Demeester-De Meyer (1943-) | 5 février 1992   | 13 juillet 1999  | CVP               | Van den Brande II  |
| 5  | Wivina Demeester-De Meyer (1943-) | 5 février 1992   | 13 juillet 1999  | CVP               | Van den Brande III |
| 5  | Wivina Demeester-De Meyer (1943-) | 5 février 1992   | 13 juillet 1999  | CVP               | Van den Brande IV  |
| 6  | Mieke Vogels (1954-)              | 13 juillet 1999  | 26 mai 2003      | Agalev            | Dewael             |
| 7  | Adelheid Byttebier (1963-)        | 26 mai 2003      | 22 juillet 2004  | Agalev            | Dewael             |
| 7  | Adelheid Byttebier (1963-)        | 26 mai 2003      | 22 juillet 2004  | Agalev            | Somers             |
| 8  | Inge Vervotte (1977-)             | 22 juillet 2004  | 27 juin 2007     | CD&V              | Leterme            |
| 9  | Steven Vanackere (1964-)          | 27 juin 2007     | 30 décembre 2008 | CD&V              | Peeters I          |
| 10 | Veerle Heeren (1965-)             | 30 décembre 2008 | 13 juillet 2009  | CD&V              | Peeters I          |
| 11 | Jo Vandeurzen (1958-)             | 13 juillet 2009  | 2 octobre 2019   | CD&V              | Peeters II         |
| 11 | Jo Vandeurzen (1958-)             | 13 juillet 2009  | 2 octobre 2019   | CD&V              | Bourgeois          |
| 11 | Jo Vandeurzen (1958-)             | 13 juillet 2009  | 2 octobre 2019   | CD&V              | Homans             |
| 12 | Wouter Beke (1974-)               | 2 octobre 2019   | en fonction      | CD&V              | Jambon             |